# Deutsche Nationalsozialistische Arbeiterpartei

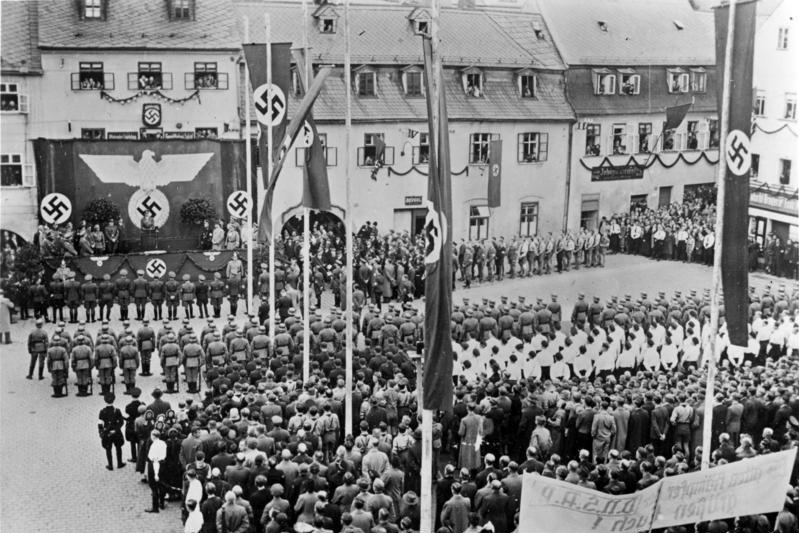
Manifestatie te Eger in 1938 bij het bezoek van Wilhelm Frick

De Deutsche Nationalsozialistische Arbeiterpartei (DNSAP) was een nationaalsocialistische partij in Oostenrijk en Sudetenland.
De DNSAP ontstond op 5 mei 1918 door een naamswijziging van de in 1903 in Bohemen opgerichte Deutsche Arbeiterpartei (DAP). De DAP behartigde ten tijde van het Oostenrijks-Hongaarse keizerrijk de belangen van de Duitstalige bevolking in Bohemen en kwam in 1911 met drie zetels in de Oostenrijkse Reichsrat. De partij was te kenmerken als groot-Duits, dat wil zeggen dat zij streefde naar de vereniging van de Duitstalige gebieden van Duitsland en Oostenrijk in één staat.
Na het uiteenvallen van Oostenrijk-Hongarije werd de DAP gesplitst:
1. In Oostenrijk werd de DNSAP geleid door Walter Riehl. Vanaf 1920/21 werkte de Oostenrijkse DNSAP nauw samen met de Duitse NSDAP van Adolf Hitler. Nadat de partij in 1923 uiteenviel sloten de splintergroeperingen zich in 1925/1926 bij de NSDAP in Oostenrijk aan.
2. In Bohemen, dat nu een deel van Tsjecho-Slowakije was geworden werd de partij geleid door Hans Knirsch.

De Oostenrijkse DNSAP bleef een partij in de marge, maar in Tsjecho-Slowakije ging de DNSAP een lijstverbinding aan met de Deutsche Nationalpartei onder de naam Deutsche Wählergemeinschaft. Bij de verkiezingen van 1920 haalde deze lijstverbinding 5,3 % van de stemmen en kreeg 15 zetels in het Praagse parlement, waarvan er 5 door de DNSAP geleverd werden. Bij de verkiezingen in 1925 werd haalde de DNP 10 zetels en de DNSAP 7 zetels. Dit werd gezien als een teleurstellend resultaat en partijvoorzitter Hans Knirsch trad af.
In 1926 nam Rudolf Jung de partijleiding over en werden de banden met de Duitse NSDAP aangehaald. Bij de verkiezingen van 1929 behaalde de partij acht zetels.
Het Sudetenland werd door de economische crisis van de jaren dertig sterk getroffen. De DNSAP radicaliseerde en richtte een para-militaire tak op, het Verbund Volkssport (die te vergelijken was met de SA). De Tsjecho-Slowaakse overheid zag dit als aanleiding om de DNSAP te verbieden. Op 3 oktober 1933, nog voor het verbod van kracht zou worden, hief de DNSAP zich op.
Op 1 oktober 1933 werd het Sudetendeutsche Heimatfront van Konrad Henlein opgericht. Deze partij stond voor dezelfde standpunten als de DNSAP.